# コフィ・キングストン
コフィ・キングストン（Kofi Kingston、1981年8月14日 - ）は、ガーナ出身のアメリカ人プロレスラー。
本名、コフィ・サーコーディエ＝メンサー（Kofi Nahaje Sarkodie-Mensah）、アメリカのプロレス団体であるWWEに所属。
名タッグチーム、ニュー・デイでの活躍もあり、WWEにおいて15回ものタッグ王座獲得経験を誇る。またシングル選手としてもUS王座3回、IC王座4回の戴冠歴を持つ。
2019年にはアフリカ生まれのレスラーとして初めてWWEの世界王座を獲得した。

## 来歴
2006年にWWEとディベロップメント契約を交わし下部組織であるDSWに所属。以降OVW、FCWに所属し、数多くのマイナーイベントやダーク・マッチなどにも出場していた。
2007年12月にはWWEのブランドの一つECWに登場。2008年1月6日に正式なデビューを果たした。WWEでは初のジャマイカ人選手として注目を浴び、デビュー戦ではジョバー選手相手に勝利を収めている。その後も連勝を続けていたが、同じくECWに所属していたシェルトン・ベンジャミンに敗れ連勝がストップ。その後はベンジャミンとの抗争を展開した。

### 2008年
6月に行われた追加ドラフトの結果、RAWに移籍。同月に行われたナイト・オブ・チャンピオンズではクリス・ジェリコの保持するIC王座の挑戦者に抜擢され、ショーン・マイケルズの乱入もあり王座を獲得した。8月のサマースラムでミッキー・ジェームスと組み、サンティーノ・マレラ&ベス・フェニックスと対戦するも敗退、ミッキーと共に王座を失った。
10月のサイバー・サンデー翌日のRAWにてCMパンクと組みコーディ・ローデス&テッド・デビアス・ジュニアの保持する世界タッグ王座に挑戦し、奪取に成功。その後12月のハウス・ショーでジョン・モリソン&ザ・ミズに王座を奪われた。

### 2009年 - 2011年
2009年にはノー・ウェイ・アウトで行われるエリミネーション・チェンバー・マッチ形式での世界ヘビー級王座戦への挑戦権を得るが、PPVの第1試合のWWE王座戦でWWE王座を失ったエッジに入場中に襲撃され、出場枠を奪われた。
6月1日のRAWでMVPの保持するUS王座に挑戦し奪取に成功。その後はトリプルスレットマッチや6パック形式の王者に不利な王座戦を多く組まれるも、そのたびに防衛に成功している。しかし10月5日のRAWでの王座戦にてザ・ミズに敗れ、王座陥落。その後ブラッギング・ライツでのランディ・オートン対ジョン・シナのWWE王座戦に乱入したことや、レガシーのテッド・デビアスとコーディ・ローデスからプレゼントされた車を壊されたことがきっかけとなり、オートンと抗争を開始した。11月のサバイバー・シリーズではエリミネーション戦で自らチームを率いてオートン軍と闘い勝利したが、12月のTLCのシングル戦で敗北し抗争は終了した。
2010年4月26日のRAWで行われたドラフトによりスマックダウンへ移籍。
NXTシーズン2ではマイケル・マクギリカティを指導するプロとして登場していた。
スマックダウンでは空位だったIC王座のトーナメントを勝ち抜き新王者になるはずだったが、前王者のドリュー・マッキンタイアに返上することになり、抗争を展開。5月23日のオーバー・ザ・リミットでマッキンタイアに勝利してIC王座を獲得したが、8月2日にドルフ・ジグラーに敗れ、王座を失った。その後からジグラーと抗争し何度も王座戦に挑むが、ヴィッキー・ゲレロに邪魔をされ奪還できない時期が続いた。
11月に二年ぶりに開催されたキング・オブ・ザ・リングトーナメントでは予選でジャック・スワガーを破るが、1回戦でシェイマスに敗れた。
2011年1月7日のスマックダウンで行われたジグラーとのIC王座戦に勝利し、王座を奪還した(その後卑怯な手を使ったウェイド・バレットに奪われた)
4月末に行われた追加ドラフトでRAWに移籍した。
5月1日のWWEエクストリーム・ルールズにてテーブルマッチでシェイマスを破ってUS王座を獲得した（こちらも、卑怯な手を使ったジグラーに奪われた）。
8月22日のRAWにてエヴァン・ボーンと組んでデビッド・オタンガ＆マイケル・マクギリカティ組を破ってWWE・タッグチーム王座を獲得し、直後にタッグ名を、「エア・ブーン」とした（一般公募から選んだ）。
しばらくはタッグ王者として活動を続けるが、11月頃になるとボーンが欠場、シングルでの戦いやサバイバー・シリーズの伝統の5対5エリミネーションに自身のみ出場。さらに、ボーンが復帰してすぐ謹慎処分を受けたため、ハウスショーにてプリモ＆エピコに王座を奪われるというストーリーが組まれた。

### 2012年
ロイヤルランブル2012において、敗退しかけるがリング外で逆立ちすることで脱落を免れた（両足がつかなければ敗退にならないルール）。
R・トゥルースとチームを組み、再びタッグ戦線で活動するようになる。レッスルマニア28では、12人タッグ戦にテディ・ロング軍として参加し、ジョン・ロウリネイティス軍と対峙するも敗退。4月30日のRAWにて、プリモ＆エピコからタッグチーム王座を奪取した。しかし、9月16日のナイト・オブ・チャンピオンズにて、チーム・ヘル・ノー（ダニエル・ブライアン & ケイン）に敗れ、王座を奪われた。その後トゥルースとのタッグ解消がアナウンスされた。
10月10日、Main Eventにてザ・ミズとのIC王座戦に勝利し、IC王座を獲得。その後、ウェイド・バレットやダミアン・サンドウから王座を防衛し続けていたが、2012年最後のRAWでバレットに王座を奪われた。

### 2013年
ロイヤルランブル2013にて、脱落しかけるがすでに脱落していたテンサイにしがみついた後、実況席のイスを使ってリングに戻るという復活劇を見せた。
レッスルマニア周辺までは、強豪ヒールに対して手痛く負けることが多かったが、祭典終了2週後のRAWにてUS王者アントニオ・セザーロを倒し3度目のUS王者に輝いた。
しかし、エクストリーム・ルールズでザ・シールドのディーン・アンブローズに敗れ王座陥落、さらにライバックとの試合後、追撃（テーブルを何度も貫通させられる）を受け、2か月ほど休場した。

### 2014年
WWE世界ヘビー級王座を持つオートンを相手に勝利を収める。
ロイヤルランブル2014ではロイヤルランブルマッチに出場。脱落しかけ、一度はすでに脱落していたアレクサンダー・ルセフに抱き留められたあと、彼の攻撃のために観客席近くの防護壁に乗せられたため脱落を免れ、その後防護壁上を走って跳ぶことで復帰、その後もロープに両足をひっかけることで復活。二度の復活劇を見せた。
11月よりエグゼビア・ウッズ、ビッグ・Eとゴスペルギミックであるニュー・デイなるユニットを結成してPVを開始し、28日のSmackDownにカーティス・アクセル & スレイター・ゲイター（ヒース・スレイター & タイタス・オニール）とトリオマッチを行い勝利した。

### 2015年
ニュー・デイの一員で活動している最中、ファンからの "New Day Sucks!!" のチャントに腹を立て、ニュー・デイはヒールターンする。これにより、コフィは初めてWWEでヒールターンした。
2015年4月26日、Extreme Rules 2015にてビッグ・Eと組んでWWEタッグ王座を保持するブラス・リング・クラブ（セザーロ & タイソン・キッド）に挑戦して勝利し、ベルトを奪取した。

### 2019年
2019年4月7日、WrestleMania 35でWWE王者のダニエル・ブライアンに挑戦。試合途中にブライアンのセコンドであるローワンの介入に遭うもビッグEとウッズに助けられると、蹴り合いからトラブル・イン・パラダイスを決めて勝利。黒人初のWWE王座戴冠を果たした。

## 得意技

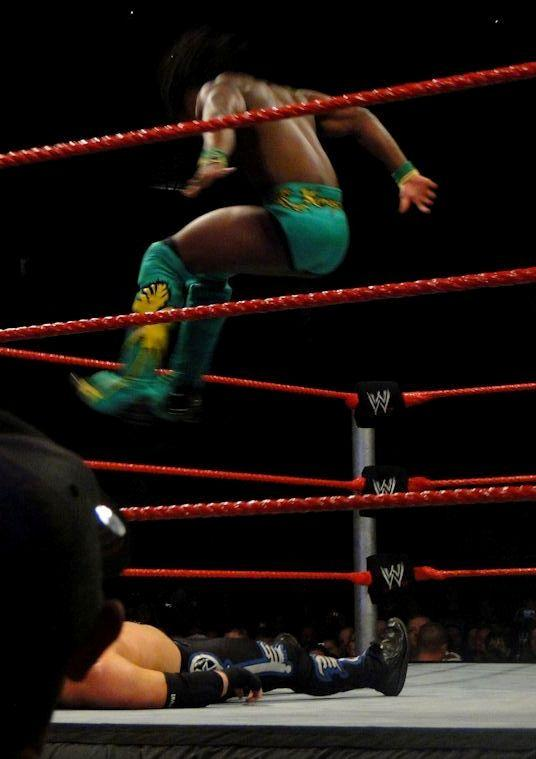
ブーン・ドロップ

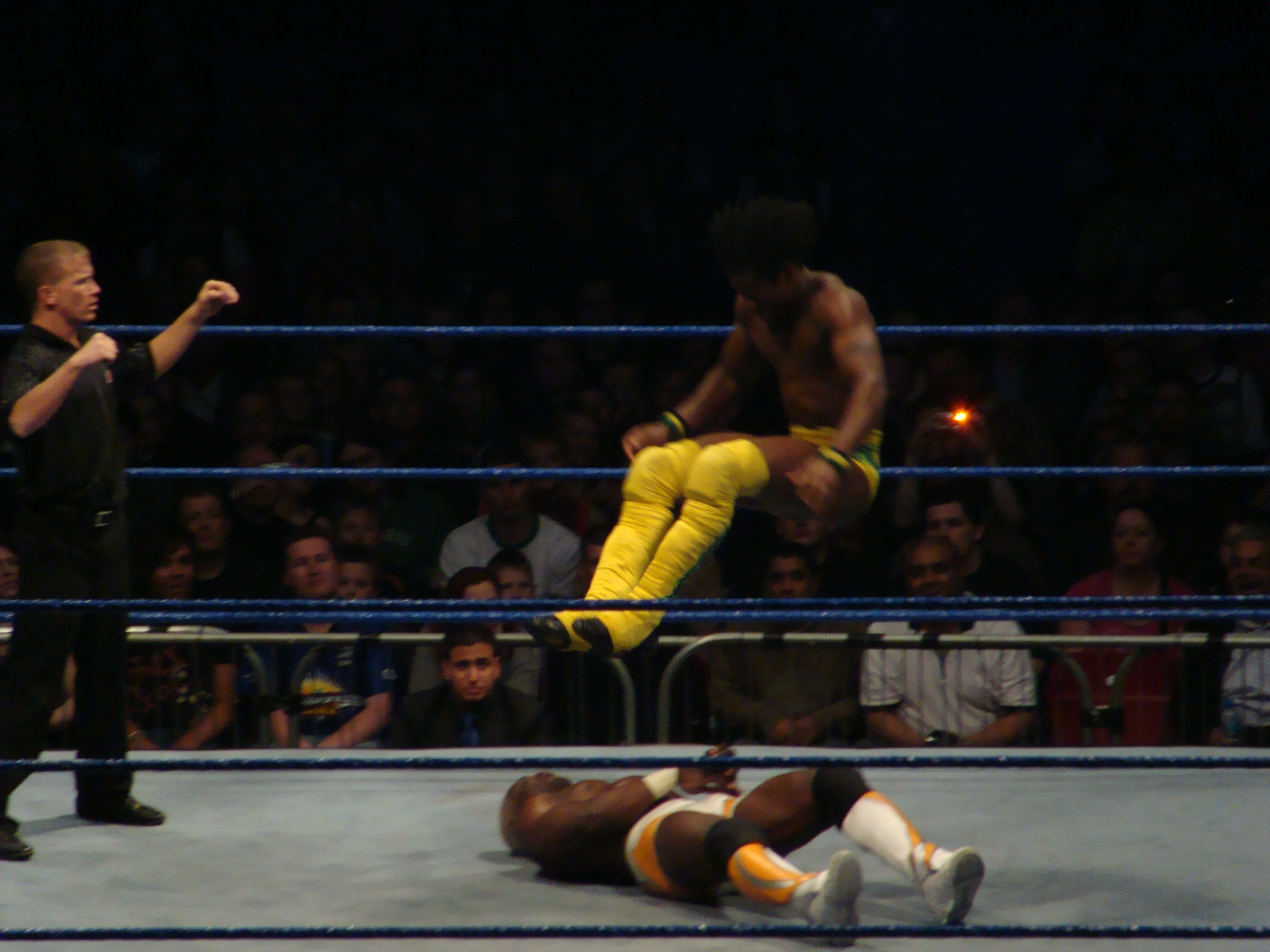
ブーン・ドロップ

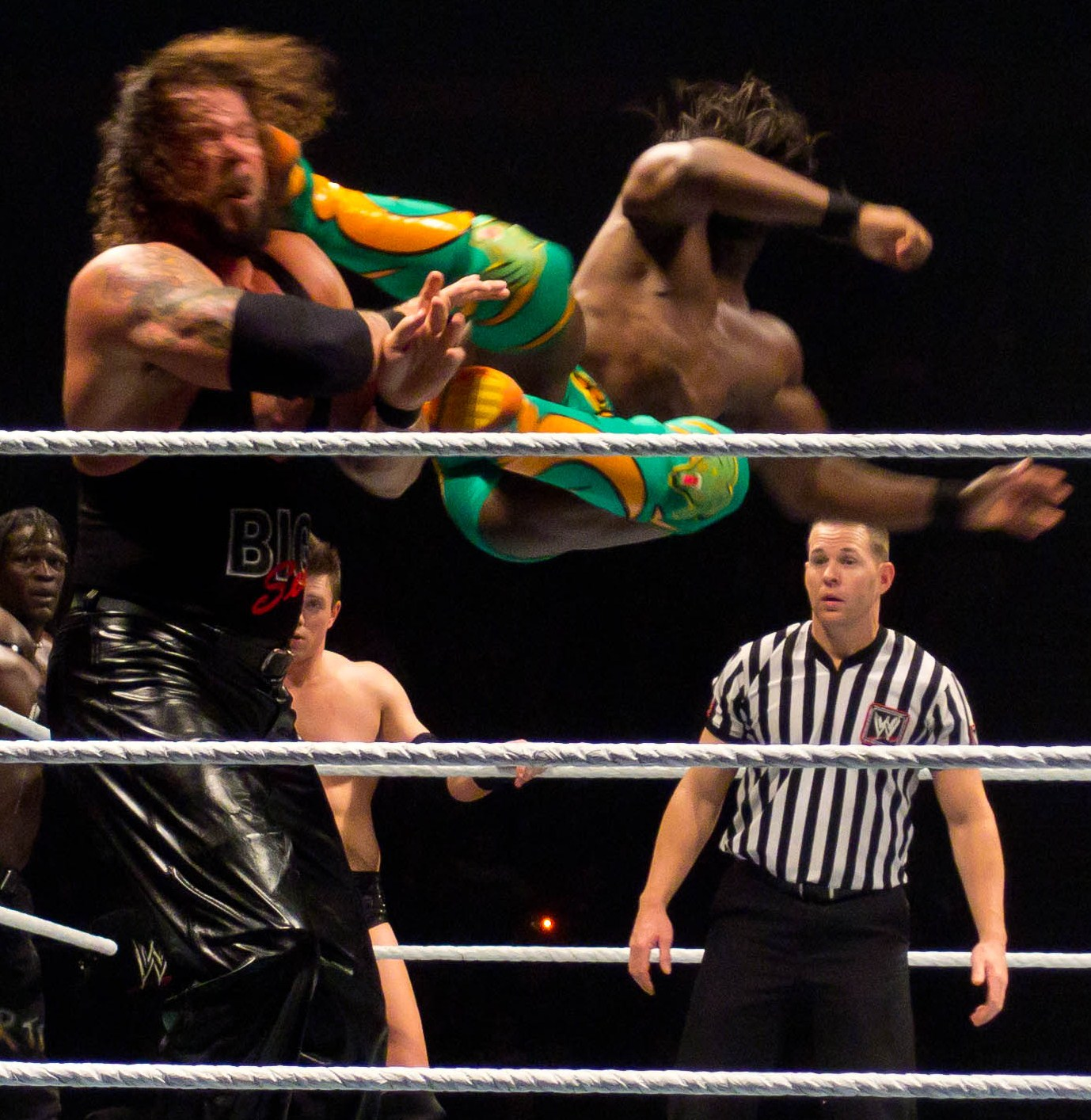
ドロップキック

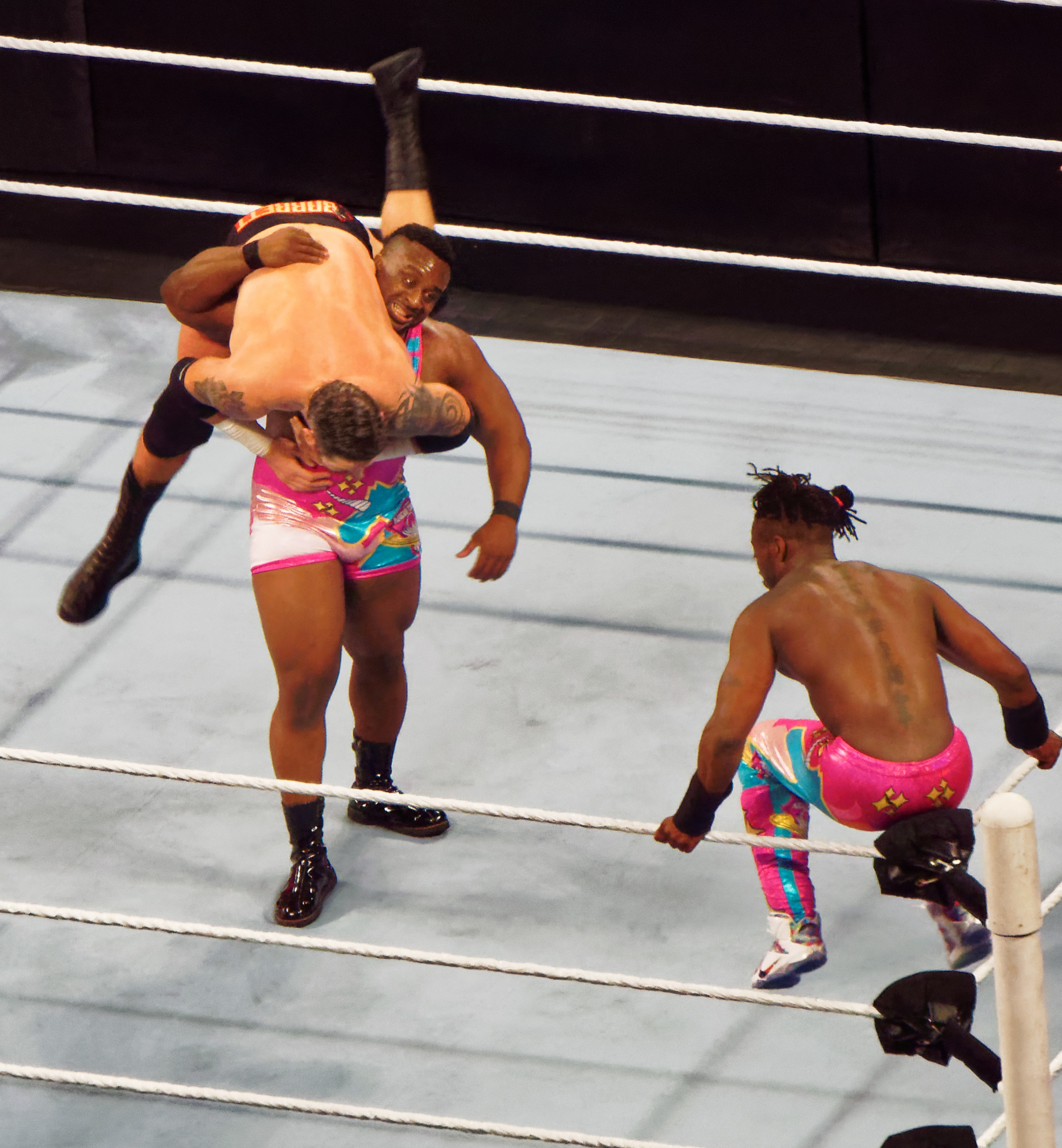
ミッドナイト・アワー

### フィニッシュ・ホールド
トラブル・イン・パラダイス
フィニッシャー。
自身は、全身で回転力を加えながら片足で飛び上がって相手の頭部を蹴り上げる変型ハイキック。カウンターでも使用する。
旧名、ジャマイカン・バズソー

### その他得意技
ブーン・ドロップ
腹部へのレッグドロップ。両足を落とす。技を仕掛ける際、「ブーン！ブーン！（Boom! Boom!）」と見得を切ってから行う。
ザ・ロックのピープルズ・エルボー同様見せ技的要素が大きい。
ロシアンレッグスウィープ
この技からブーン・ドロップへと繋ぐ。
SOS
正面から相手の脇へ体を潜り込ませて、足を振りかぶって大外刈のように相手の足を刈りながら前方に回転して相手を背面から叩きつける。高速で行う雁之助クラッチ。だがこの技は、丸め込みというより投げ技の要素が大きい。
ダイビング・クロスボディ
ドロップキック
スナップ・DDT
ミッドナイト・アワー
ビッグ・Eとの合体技。コーナー上からのダイビング式DDTを繰り出すと同時に、ビッグ・Eがビッグ・エンディングを仕掛ける。

## 獲得タイトル
WWE
- WWE王座 : 1回
- WWE IC王座 : 4回
- WWE US王座 : 3回
- WWE世界タッグ王座 : 1回

w / CMパンク

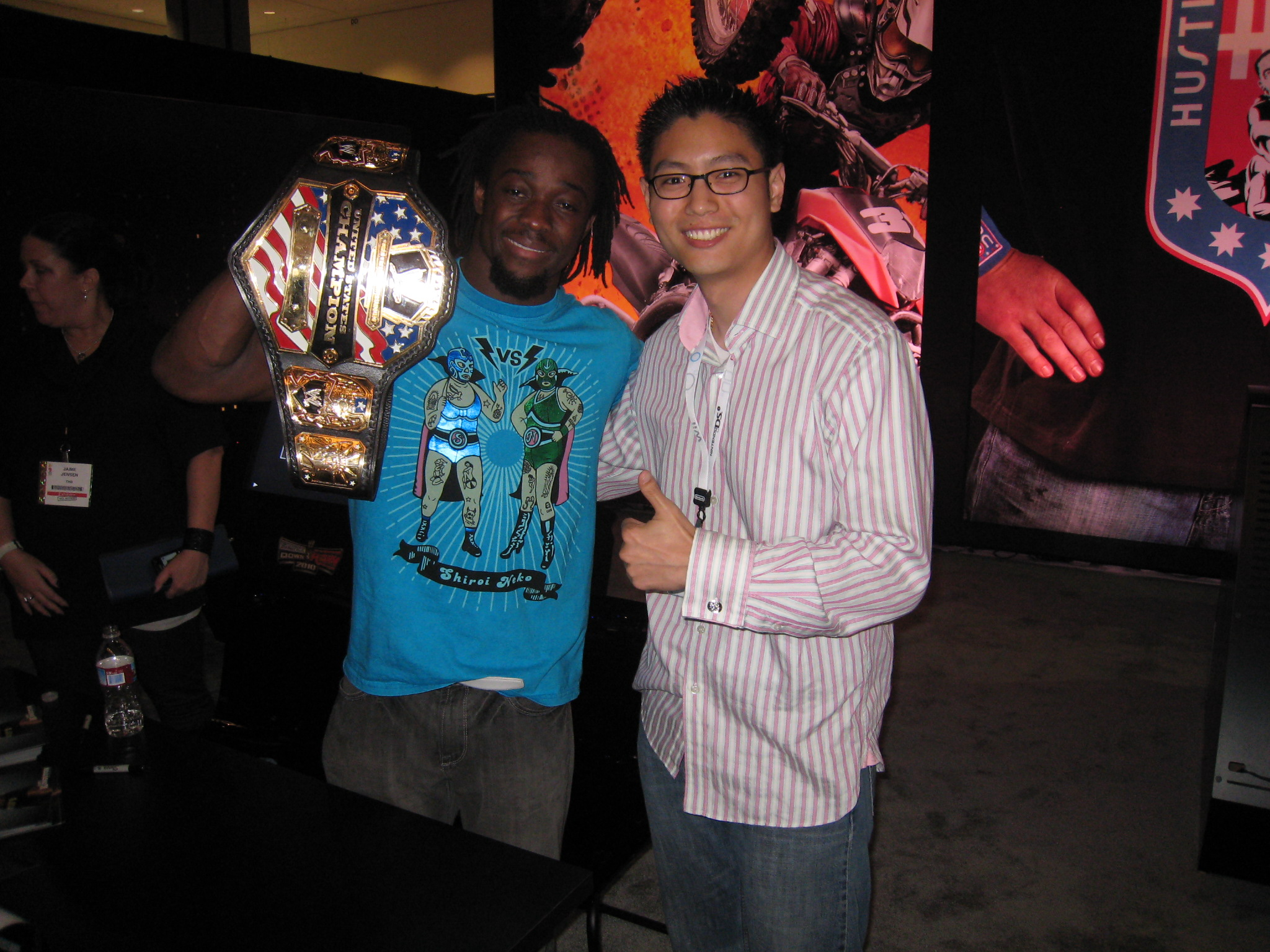
WWE US王座

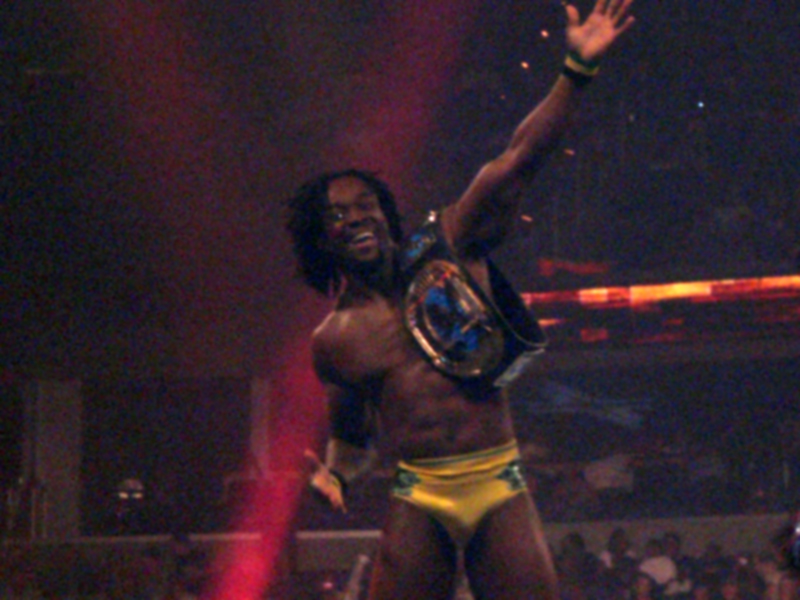
WWE IC王座

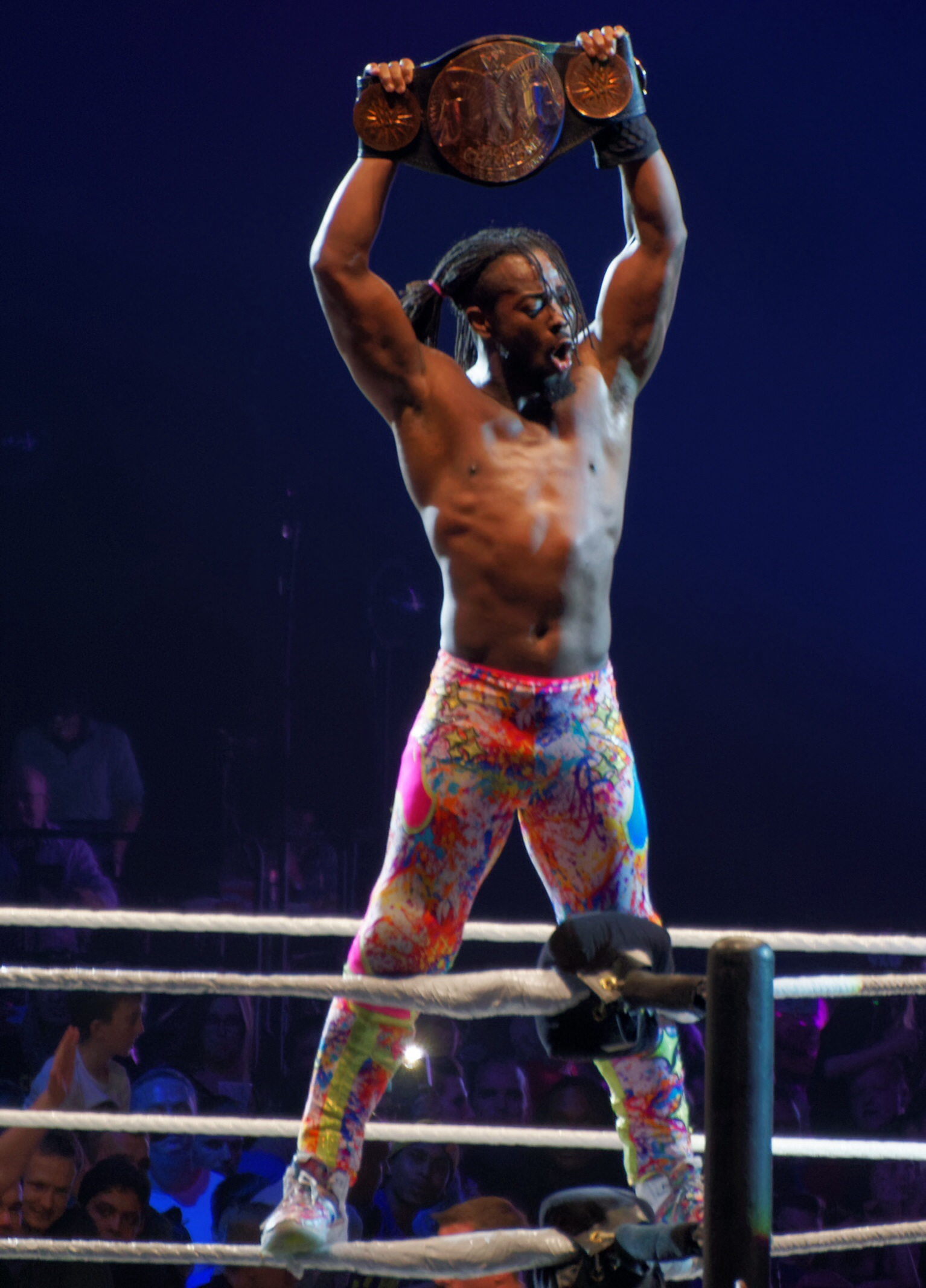
WWEタッグ王座 / WWE・ロウ・タッグ王座

- WWEタッグ王座 / WWE・ロウ・タッグ王座 : 5回

w / エヴァン・ボーン
w / Rトゥルース
w / ビッグ・E & エグゼビア・ウッズ : 2回
- WWE・スマックダウン・タッグ王座 : 6回

w / ビッグ・E & エグゼビア・ウッズ
- NXTタッグチーム王座 : 1回

w / エグゼビア・ウッズ
- トリプルクラウン達成
- グランドスラム達成

## 入場曲
- Confrontation (Damian Marley)
- This Is Why I'm Hot -Remix- (Baby Cham and Junior Reid)
- S.O.S. (Collie Buddz)
- Born to S.O.S
- Boom
- New Day, New Way - 現在使用中

## 備考
- WWE初のジャマイカ人レスラーということで注目を浴びたが、プロレス専門情報によるコフィの実母へのインタビューで「コフィはジャマイカ人では無い。ガーナ生まれのガーナ系アメリカ人である」と答えている。このインタビュー以降コフィは彼の家族への無断なインタビューと、彼の家族の受け答えも一切禁止していたが、2009年10月以降はWWEも「ガーナ生まれのジャマイカ育ち」とギミックを修正している。
- ガーナ生まれであるが、人生の大半は米国で過ごしており英語の母語話者である。
- 2010年9月11日、長年付き合っていたジャマイカ出身の女性と結婚した。
- ロイヤルランブルに出場する際「トップロープから転落し、両足がリングサイドの床に着くと失格退場となる」と言うルールを逆手に取った多彩な復帰方法を披露する事で有名。2012年から2019年までの8大会連続で失格退場の危機から1度は免れてみせた。(2020年大会はブロック・レスナーの怪力の前に屈し、復帰はならなかった。)